# Harold St. John
Harold St. John, född 25 juli 1892 i Pittsburgh, Pennsylvania, död 12 december 1991, var en amerikansk botaniker som specialiserade sig på systematik. 
St. John upptäckte omkring 500 arter Pandanus, framför allt på Stillahavsöarna. Mellan 1929 och 1958 var han professor i botanik vid University of Hawaii at Manoa.
Auktorsnamnet H.St.John kan användas för Harold St. John i samband med ett vetenskapligt namn inom botaniken; se Wikipediaartiklar som länkar till auktorsnamnet.